# Puchar Świata w short tracku 2015/2016
Puchar Świata w short tracku 2015/2016 to 19. edycja zawodów w tej dyscyplinie. Zawodnicy podczas tego sezonu wystąpili w sześciu zawodach tego cyklu rozgrywek. Rywalizacja rozpoczęła się w Montrealu 31 października 2015 roku, a zakończyła się w Dordrechcie 14 lutego 2016 roku.

## Kalendarz Pucharu Świata

### Mężczyźni
| Lp.                                 | Miejscowość | Data       | Konkurencja      | 1 miejsce                                                                               | 2 miejsce                                                                        | 3 miejsce                                                                         |
| ----------------------------------- | ----------- | ---------- | ---------------- | --------------------------------------------------------------------------------------- | -------------------------------------------------------------------------------- | --------------------------------------------------------------------------------- |
| 1. PŚ                               | Montreal    | 1.11.2015  | 500 m            | Wu Dajing                                                                               | Charle Cournoyer                                                                 | Park Se-yeong                                                                     |
| 1. PŚ                               | Montreal    | 31.10.2015 | 1000 m (1)       | Han Tianyu                                                                              | Shi Jingnan                                                                      | Artem Kozłow                                                                      |
| 1. PŚ                               | Montreal    | 1.11.2015  | 1000 m (2)       | Charles Hamelin                                                                         | Samuel Girard                                                                    | Siemion Jelistratow                                                               |
| 1. PŚ                               | Montreal    | 31.10.2015 | 1500 m           | Kwak Yoon-gy                                                                            | Sjinkie Knegt                                                                    | Xu Fu                                                                             |
| 1. PŚ                               | Montreal    | 1.11.2015  | 5000 m drużynowo | Chiny Shi Jingnan · Wu Dajing · Chen Guang · Han Tianyu                                 | Holandia Itzhak de Laat · Freek van der Wart · Daan Breeuwsma · Sjinkie Knegt    | Węgry Csaba Burján · Viktor Knoch · Shaolin Sándor Liu · Shaoang Liu              |
| 2. PŚ                               | Toronto     | 7.11.2015  | 500 m (1)        | Samuel Girard                                                                           | Alexander Fathoullin                                                             | Sebastien Lepape                                                                  |
| 2. PŚ                               | Toronto     | 7.11.2015  | 1500 m           | Kwak Yoon-gy                                                                            | Sjinkie Knegt                                                                    | François Hamelin                                                                  |
| 2. PŚ                               | Toronto     | 8.11.2015  | 500 m (2)        | Charles Hamelin                                                                         | Shaolin Sándor Liu                                                               | Viktor Knoch                                                                      |
| 2. PŚ                               | Toronto     | 8.11.2015  | 1000 m           | Charle Cournoyer                                                                        | Seo Yi-ra                                                                        | Kwak Yoon-gy                                                                      |
| 2. PŚ                               | Toronto     | 8.11.2015  | 5000 m drużynowo | Kanada Charles Hamelin · Patrick Duffy · Charle Cournoyer · Samuel Girard               | Korea Południowa Kwak Yoon-gy · Park Se-yeong · Seo Yi-ra · Park Ji-won          | Chiny Shi Jingnan · Wu Dajing · Chen Guang · Han Tianyu                           |
| 3. PŚ                               | Nagoja      | 5.12.2015  | 500 m (1)        | Charles Hamelin                                                                         | Kwak Yoon-gy                                                                     | François Hamelin                                                                  |
| 3. PŚ                               | Nagoja      | 5.12.2015  | 1500 m           | Sjinkie Knegt                                                                           | Siemion Jelistratow                                                              | Park Ji-won                                                                       |
| 3. PŚ                               | Nagoja      | 6.12.2015  | 500 m (2)        | François Hamelin                                                                        | Artem Kozłow                                                                     | Chen Guang                                                                        |
| 3. PŚ                               | Nagoja      | 6.12.2015  | 1000 m           | Siemion Jelistratow                                                                     | Shaolin Sándor Liu                                                               | Freek van der Wart                                                                |
| 3. PŚ                               | Nagoja      | 6.12.2015  | 5000 m drużynowo | Holandia Freek van der Wart · Daan Breeuwsma · Sjinkie Knegt · Dennis Visser            | Chiny Chen Guang · Han Tianyu · Shi Jingnan · Ma Wei                             | Kanada Charle Cournoyer · Patrick Duffy · Charles Hamelin · François Hamelin      |
| 4. PŚ                               | Szanghaj    | 12.12.2015 | 1000 m           | Kwak Yoon-gy                                                                            | Charle Cournoyer                                                                 | Siemion Jelistratow                                                               |
| 4. PŚ                               | Szanghaj    | 12.12.2015 | 1500 m (1)       | Charles Hamelin                                                                         | Sjinkie Knegt                                                                    | Park Se-yeong                                                                     |
| 4. PŚ                               | Szanghaj    | 13.12.2015 | 500 m            | Wu Dajing                                                                               | Sjinkie Knegt                                                                    | Samuel Girard                                                                     |
| 4. PŚ                               | Szanghaj    | 13.12.2015 | 1500 m (2)       | Ren Ziwei                                                                               | Park Ji-won                                                                      | Kwak Yoon-gy                                                                      |
| 4. PŚ                               | Szanghaj    | 13.12.2015 | 5000 m drużynowo | Węgry Csaba Burján · Viktor Knoch · Shaoang Liu · Shaolin Sándor Liu                    | Włochy Tommaso Dotti · Nicola Rodigari · Yuri Confortola · Andrea Cassinelli     | Kanada Patrick Duffy · Samuel Girard · Charles Hamelin · Charle Cournoyer         |
| 20. Mistrzostwa Europy 2016 – Soczi |             |            |                  |                                                                                         |                                                                                  |                                                                                   |
| 5. PŚ                               | Drezno      | 6.02.2016  | 1500 m (1)       | Park Ji-won                                                                             | Park Se-yeong                                                                    | Sjinkie Knegt                                                                     |
| 5. PŚ                               | Drezno      | 7.02.2016  | 500 m            | Charles Hamelin                                                                         | Siemion Jelistratow                                                              | Dmitrij Migunow                                                                   |
| 5. PŚ                               | Drezno      | 7.02.2016  | 1500 m (2)       | Seo Yi-ra                                                                               | Alexander Fathoullin                                                             | Kwak Yoon-gy                                                                      |
| 5. PŚ                               | Drezno      | 6.02.2016  | 1000 m           | Charles Hamelin                                                                         | Siemion Jelistratow                                                              | Charle Cournoyer                                                                  |
| 5. PŚ                               | Drezno      | 7.02.2016  | 5000 m drużynowo | Rosja Dmitrij Migunow · Aleksander Szułginow · Władimir Grigoriew · Siemion Jelistratow | Kanada Charle Cournoyer · Alexander Fathoullin · Samuel Girard · Charles Hamelin | Stany Zjednoczone Keith Carroll · John-Henry Krüger · Aaron Tran · Cole Krüger    |
| 6. PŚ                               | Dordrecht   | 13.02.2016 | 1500 m           | Władysław Bykanow                                                                       | Kwak Yoon-gy                                                                     | Lee Jung-su                                                                       |
| 6. PŚ                               | Dordrecht   | 13.02.2016 | 1000 m (1)       | Park Se-yeong                                                                           | Shaolin Sándor Liu                                                               | Kim Joon-chun                                                                     |
| 6. PŚ                               | Dordrecht   | 14.02.2016 | 500 m            | Dmitrij Migunow                                                                         | Paul Stanley                                                                     | Kwak Yoon-gy                                                                      |
| 6. PŚ                               | Dordrecht   | 14.02.2016 | 1000 m (2)       | Charle Cournoyer                                                                        | Park Ji-won                                                                      | Siemion Jelistratow                                                               |
| 6. PŚ                               | Dordrecht   | 14.02.2016 | 5000 m drużynowo | Rosja Siemion Jelistratow · Dmitrij Migunow · Władimir Grigoriew · Artem Kozłow         | Holandia Freek van der Wart · Itzhak de Laat · Mark Prinsen · Dennis Visser      | Kanada François Hamelin · Patrick Duffy · Charle Cournoyer · Alexander Fathoullin |
| 41. Mistrzostwa Świata 2016 – Seul  |             |            |                  |                                                                                         |                                                                                  |                                                                                   |

#### Klasyfikacje
| Lp. | Zawodnik           | Punkty |
| --- | ------------------ | ------ |
| 1.  | Dmitrij Migunow    | 31810  |
| 2.  | Charles Hamelin    | 30352  |
| 3.  | Samuel Girard      | 25616  |
| 4.  | Wu Dajing          | 23280  |
| 5.  | François Hamelin   | 20700  |
| 6.  | Artem Kozłow       | 19718  |
| 7.  | Shaolin Sándor Liu | 19555  |
| 8.  | Sebastien Lepape   | 17296  |
| 9.  | Kwak Yoon-gy       | 16497  |
| 10. | Viktor Knoch       | 14630  |
| ... |                    |        |
| 43. | Bartosz Konopko    | 894    |
| 66. | Rafał Anikiej      | 104    |
| 92. | Adam Filipowicz    | 20     |

| Lp.  | Zawodnik            | Punkty |
| ---- | ------------------- | ------ |
| 1.   | Siemion Jelistratow | 37200  |
| 2.   | Charle Cournoyer    | 34599  |
| 3.   | Charles Hamelin     | 25120  |
| 4.   | Shaolin Sándor Liu  | 17678  |
| 5.   | Kwak Yoon-gy        | 16415  |
| 6.   | Shi Jingnan         | 15309  |
| 7.   | Samuel Girard       | 13401  |
| 8.   | Seo Yi-ra           | 13313  |
| 9.   | Park Ji-won         | 13099  |
| 10.  | Freek van der Wart  | 10755  |
| ...  |                     |        |
| 115. | Adam Filipowicz     | 9      |
| 116. | Rafał Anikiej       | 9      |
| 120. | Karol Nieścier      | 7      |
| 128. | Michał Kłosiński    | 4      |

| Lp.  | Zawodnik             | Punkty |
| ---- | -------------------- | ------ |
| 1.   | Kwak Yoon-gy         | 45920  |
| 2.   | Sjinkie Knegt        | 43677  |
| 3.   | Park Ji-won          | 30593  |
| 4.   | François Hamelin     | 17311  |
| 5.   | Park Se-yeong        | 16778  |
| 6.   | Siemion Jelistratow  | 15707  |
| 7.   | Seo Yi-ra            | 15697  |
| 8.   | Charles Hamelin      | 13457  |
| 9.   | Xu Fu                | 12984  |
| 10.  | Alexander Fathoullin | 12096  |
| ...  |                      |        |
| 46.  | Rafał Anikiej        | 933    |
| 64.  | Bartosz Konopko      | 189    |
| 120. | Karol Nieścier       | 6      |
| 122. | Michał Kłosiński     | 5      |

| Lp. | Państwo           | Punkty |
| --- | ----------------- | ------ |
| 1.  | Kanada            | 30800  |
| 2.  | Holandia          | 30096  |
| 3.  | Chiny             | 29520  |
| 4.  | Rosja             | 27373  |
| 5.  | Węgry             | 25616  |
| 6.  | Korea Południowa  | 23360  |
| 7.  | Włochy            | 15471  |
| 8.  | Stany Zjednoczone | 14919  |
| 9.  | Kazachstan        | 11796  |
| 10. | Francja           | 8341   |
| ... |                   |        |
| 17. | Polska            | 1211   |

|  |

### Kobiety
| Lp.                                 | Miejscowość | Data       | Konkurencja      | 1 miejsce                                                                   | 2 miejsce                                                                                   | 3 miejsce                                                                                  |
| ----------------------------------- | ----------- | ---------- | ---------------- | --------------------------------------------------------------------------- | ------------------------------------------------------------------------------------------- | ------------------------------------------------------------------------------------------ |
| 1. PŚ                               | Montreal    | 1.11.2015  | 500 m            | Marianne St-Gelais                                                          | Natalia Maliszewska                                                                         | Sofija Proswirnowa                                                                         |
| 1. PŚ                               | Montreal    | 31.10.2015 | 1000 m (1)       | Choi Min-jeong                                                              | Marianne St-Gelais                                                                          | Fan Kexin                                                                                  |
| 1. PŚ                               | Montreal    | 1.11.2015  | 1000 m (2)       | Shim Suk-hee                                                                | Choi Min-jeong                                                                              | Tao Jiaying                                                                                |
| 1. PŚ                               | Montreal    | 31.10.2015 | 1500 m           | Shim Suk-hee                                                                | Kim Boutin                                                                                  | Anna Siedel                                                                                |
| 1. PŚ                               | Montreal    | 1.11.2015  | 3000 m drużynowo | Korea Południowa Choi Min-jeong · Shim Suk-hee · Kim A-lang · Lee Eun-byul  | Kanada Kim Boutin · Marianne St-Gelais · Kasandra Bradette · Valérie Maltais                | Rosja Sofija Proswirnowa · Jekatierina Konstantinowa · Emina Małagicz · Tatiana Borodulina |
| 2. PŚ                               | Toronto     | 7.11.2015  | 500 m (1)        | Elise Christie                                                              | Lara van Ruijven                                                                            | Fan Kexin                                                                                  |
| 2. PŚ                               | Toronto     | 7.11.2015  | 1500 m           | Choi Min-jeong                                                              | Shim Suk-hee                                                                                | Marianne St-Gelais                                                                         |
| 2. PŚ                               | Toronto     | 8.11.2015  | 500 m (2)        | Choi Min-jeong                                                              | Marianne St-Gelais                                                                          | Han Yutong                                                                                 |
| 2. PŚ                               | Toronto     | 8.11.2015  | 1000 m           | Shim Suk-hee                                                                | Elise Christie                                                                              | Valérie Maltais                                                                            |
| 2. PŚ                               | Toronto     | 8.11.2015  | 3000 m drużynowo | Korea Południowa Noh Do-hee · Shim Suk-hee · Kim A-lang · Choi Min-jeong    | Chiny Fan Kexin · Han Yutong · Tao Jiaying · Zang Yize                                      | Rosja Tatiana Borodulina · Emina Małagicz · Sofija Proswirnowa · Jekatierina Konstantinowa |
| 3. PŚ                               | Nagoja      | 5.12.2015  | 500 m (1)        | Fan Kexin                                                                   | Elise Christie                                                                              | Marianne St-Gelais                                                                         |
| 3. PŚ                               | Nagoja      | 5.12.2015  | 1500 m           | Choi Min-jeong                                                              | Shim Suk-hee                                                                                | Noh Do-hee                                                                                 |
| 3. PŚ                               | Nagoja      | 6.12.2015  | 500 m (2)        | Fan Kexin                                                                   | Anna Seidel                                                                                 | Audrey Phaneuf                                                                             |
| 3. PŚ                               | Nagoja      | 6.12.2015  | 1000 m           | Choi Min-jeong                                                              | Marianne St-Gelais                                                                          | Kim A-lang                                                                                 |
| 3. PŚ                               | Nagoja      | 6.12.2015  | 3000 m drużynowo | Korea Południowa Choi Min-jeong · Kim A-lang · Shim Suk-hee · Noh Do-hee    | Chiny Zang Yize · Fan Kexin · Tao Jiaying · Yin Qi                                          | Kanada Valérie Maltais · Marianne St-Gelais · Audrey Phaneuf · Kasandra Bradette           |
| 4. PŚ                               | Szanghaj    | 12.12.2015 | 1000 m           | Valérie Maltais                                                             | Suzanne Schulting                                                                           | Shim Suk-hee                                                                               |
| 4. PŚ                               | Szanghaj    | 12.12.2015 | 1500 m (1)       | Choi Min-jeong                                                              | Tao Jiaying                                                                                 | Charlotte Gilmartin                                                                        |
| 4. PŚ                               | Szanghaj    | 13.12.2015 | 500 m            | Fan Kexin                                                                   | Marianne St-Gelais                                                                          | Qu Chunyu                                                                                  |
| 4. PŚ                               | Szanghaj    | 13.12.2015 | 1500 m (2)       | Shim Suk-hee                                                                | Valérie Maltais                                                                             | Kim A-lang                                                                                 |
| 4. PŚ                               | Szanghaj    | 13.12.2015 | 3000 m drużynowo | Korea Południowa Choi Min-jeong · Kim A-lang · Noh Do-hee · Shim Suk-hee    | Kanada Audrey Phaneuf · Kasandra Bradette · Valérie Maltais · Marianne St-Gelais            | Holandia Suzanne Schulting · Rianne de Vries · Yara van Kerkhof · Lara van Ruijven         |
| 20. Mistrzostwa Europy 2016 – Soczi |             |            |                  |                                                                             |                                                                                             |                                                                                            |
| 5. PŚ                               | Drezno      | 6.02.2016  | 1500 m (1)       | Elise Christie                                                              | Choi Minjeong                                                                               | Kim A-lang                                                                                 |
| 5. PŚ                               | Drezno      | 7.02.2016  | 500 m            | Marianne St-Gelais                                                          | Elise Christie                                                                              | Lara van Ruijven                                                                           |
| 5. PŚ                               | Drezno      | 7.02.2016  | 1500 m (2)       | Choi Min-jeong                                                              | Noh Do-hee                                                                                  | Kim A-lang                                                                                 |
| 5. PŚ                               | Drezno      | 6.02.2016  | 1000 m           | Marianne St-Gelais                                                          | Tao Jiaying                                                                                 | Petra Jászapáti                                                                            |
| 5. PŚ                               | Drezno      | 7.02.2016  | 3000 m drużynowo | Włochy Arianna Fontana · Elena Viviani · Arianna Valcepina · Cecilia Maffei | Węgry Sára Luca Bácskai · Petra Jászapáti · Andrea Keszler · Bernadett Heidum               | Japonia Ayuko Ito · Sumire Kikuchi · Hitomi Saito · Moemi Kikuchi                          |
| 6. PŚ                               | Dordrecht   | 13.02.2016 | 1500 m           | Marianne St-Gelais                                                          | Guo Yihan                                                                                   | Suzanne Schulting                                                                          |
| 6. PŚ                               | Dordrecht   | 13.02.2016 | 1000 m (1)       | Elise Christie                                                              | Choi Min-jeong                                                                              | Jamie MacDonald                                                                            |
| 6. PŚ                               | Dordrecht   | 14.02.2016 | 500 m            | Elise Christie                                                              | Choi Min-jeong                                                                              | Marianne St-Gelais                                                                         |
| 6. PŚ                               | Dordrecht   | 14.02.2016 | 1000 m (2)       | Noh Do-hee                                                                  | Valérie Maltais                                                                             | Tao Jiaying                                                                                |
| 6. PŚ                               | Dordrecht   | 14.02.2016 | 3000 m drużynowo | Włochy Arianna Fontana · Lucia Peretti · Elena Viviani · Arianna Valcepina  | Rosja Tatiana Borodulina · Jewgienija Zacharowa · Emina Małagicz · Jekatierina Jefremenkowa | Francja Veronique Pierron · Tifany Huot Marchand · Aurelie Monvoisin · Selma Poutsma       |
| 41. Mistrzostwa Świata 2016 – Seul  |             |            |                  |                                                                             |                                                                                             |                                                                                            |

#### Klasyfikacje
| Lp. | Zawodniczka          | Punkty |
| --- | -------------------- | ------ |
| 1.  | Marianne St-Gelais   | 48800  |
| 2.  | Elise Christie       | 45216  |
| 3.  | Fan Kexin            | 43198  |
| 4.  | Lara van Ruijven     | 24138  |
| 5.  | Choi Min-jeong       | 23120  |
| 6.  | Natalia Maliszewska  | 18599  |
| 7.  | Audrey Phaneuf       | 16360  |
| 8.  | Sofija Proswirnowa   | 15142  |
| 9.  | Anna Seidel          | 12576  |
| 10. | Yara van Kerkhof     | 11411  |
| ... |                      |        |
| 23. | Patrycja Maliszewska | 4448   |
| 54. | Magdalena Warakomska | 318    |
| 55. | Weronika Surowiec    | 295    |
| 62. | Oliwia Gawlica       | 160    |
| 70. | Monika Grządkowska   | 98     |
| 72. | Kamila Stormowska    | 90     |

| Lp.  | Zawodniczka          | Punkty |
| ---- | -------------------- | ------ |
| 1.   | Choi Min-jeong       | 36000  |
| 2.   | Valérie Maltais      | 29019  |
| 3.   | Shim Suk-hee         | 26400  |
| 4.   | Marianne St-Gelais   | 26000  |
| 5.   | Tao Jiaying          | 25970  |
| 6.   | Elise Christie       | 24418  |
| 7.   | Noh Do-hee           | 15305  |
| 8.   | Zang Yize            | 12124  |
| 9.   | Veronique Pierron    | 12052  |
| 10.  | Kim A-lang           | 11355  |
| ...  |                      |        |
| 44.  | Natalia Maliszewska  | 1573   |
| 45.  | Magdalena Warakomska | 1385   |
| 62.  | Patrycja Maliszewska | 440    |
| 71.  | Monika Grządkowska   | 136    |
| 78.  | Oliwia Gawlica       | 60     |
| 82.  | Kamila Stormowska    | 52     |
| 83.  | Patrycja Markiewicz  | 52     |
| 103. | Weronika Surowiec    | 10     |

| Lp. | Zawodniczka               | Punkty |
| --- | ------------------------- | ------ |
| 1.  | Choi Min-jeong            | 48000  |
| 2.  | Shim Suk-hee              | 36000  |
| 3.  | Noh Do-hee                | 23020  |
| 4.  | Valérie Maltais           | 21900  |
| 5.  | Kim A-lang                | 20274  |
| 6.  | Marianne St-Gelais        | 19677  |
| 7.  | Suzanne Schulting         | 19177  |
| 8.  | Namasthee Harris-Gauthier | 17816  |
| 9.  | Tao Jiaying               | 16501  |
| 10. | Anna Seidel               | 15732  |
| ... |                           |        |
| 45. | Natalia Maliszewska       | 906    |
| 47. | Oliwia Gawlica            | 746    |
| 49. | Monika Grządkowska        | 679    |
| 53. | Magdalena Warakomska      | 499    |
| 61. | Kamila Stormowska         | 157    |
| 90. | Patrycja Markiewicz       | 22     |
| 91. | Weronika Surowiec         | 15     |

| Lp. | Państwo          | Punkty |
| --- | ---------------- | ------ |
| 1.  | Korea Południowa | 40000  |
| 2.  | Kanada           | 27520  |
| 3.  | Chiny            | 26240  |
| 4.  | Rosja            | 25920  |
| 5.  | Włochy           | 25242  |
| 6.  | Holandia         | 18688  |
| 7.  | Francja          | 17050  |
| 8.  | Japonia          | 13739  |
| 9.  | Węgry            | 12430  |
| 10. | Polska           | 6795   |

|  |

## Wyniki reprezentantek Polski
| Zawodniczka | 500 | 1000 | 1000 | 1500 | D  | 500 | 1500 | 500 | 1000 | D  | 500   | 1500 | 500 | 1000   | D   | 1000 | 1500 | 500    | 1500 | D  | 1500 | 500 | 1500 | 1000 | D   | 1500 | 1000 | 500 | 1000 | D   |
| P. Maliszewska | 5.  | 15.  | –    | –    | 9. | 16. | –    | –   | DNF  | –  | –     | –    | –   | –      | –   | –    | –    | –      | –    | –  | –    | –   | –    | –    | –   | –    | –    | –   | –    | –   |
| N. Maliszewska | 2.  | 28.  | –    | –    | 9. | 4.  | –    | –   | 10.  | 8. | 4.PEN | –    | –   | 22.PEN | 10. | –    | 12.  | 16.PEN | –    | 9. | 25.  | PEN | –    | –    | –   | –    | 21.  | PEN | –    | –   |
| M. Grządkowska | –   | –    | 26.  | 27.  | 9. | –   | 25.  | 28. | –    | 8. | –     | 21.  | 23. | –      | 10. | 23.  | –    | –      | 26.  | 9. | –    | –   | 36.  | 33.  | PEN | 15.  | –    | –   | 33.  | 10. |
| M. Warakomska | –   | –    | 11.  | 26.  | 9. | –   | 19.  | –   | PEN  | 8. | 23.   | –    | –   | 27.    | 10. | –    | 17.  | 21.    | –    | 9. | –    | 21. | –    | –    | PEN | –    | 17.  | 31. | –    | 10. |
| K. Stormowska | 28. | –    | –    | 23.  | –  | 29. | –    | 25. | –    | 8. | –     | –    | –   | –      | –   | –    | –    | –      | –    | –  | –    | –   | 24.  | 40.  | PEN | 28.  | –    | –   | 25.  | 10. |
| O. Gawlica | –   | –    | –    | –    | –  | –   | –    | –   | –    | –  | 26.   | –    | –   | 32.    | 10. | 25.  | –    | –      | 13.  | 9. | 24.  | 22. | –    | –    | PEN | –    | PEN  | 27. | –    | 10. |
| W. Surowiec | –   | –    | –    | –    | –  | –   | –    | –   | –    | –  | –     | 30.  | 21. | –      | –   | 35.  | –    | 19.    | –    | –  | –    | –   | –    | –    | –   | –    | –    | –   | –    | –   |
| P. Markiewicz | –   | –    | –    | –    | –  | –   | –    | –   | –    | –  | –     | –    | –   | –      | –   | –    | –    | –      | –    | –  | –    | –   | 37.  | 31.  | –   | 31.  | –    | –   | 26.  | –   |
| Finał A Finał B Półfinały Ćwierćfinały Repesaże półfinałowe Repesaże ćwierćfinałowe Repesaże eliminacyjne Eliminacje DNF – Zawodniczka nie ukończyła biegu DNS – Zawodniczka nie pojawiła się na starcie w konkursie PEN – Zawodniczka otrzymała karę od sędziów (Dyskwalifikacja) - – Zawodniczka została nie zgłoszona do konkursu |     |      |      |      |    |     |      |     |      |    |       |      |     |        |     |      |      |        |      |    |      |     |      |      |     |      |      |     |      |     |

## Wyniki reprezentantów Polski
| Zawodnik | 500 | 1000 | 1000 | 1500 | D | 500 | 1500 | 500 | 1000 | D | 500 | 1500 | 500 | 1000 | D | 1000 | 1500 | 500 | 1500   | D | 1500 | 500 | 1500 | 1000 | D   | 1500 | 1000 | 500 | 1000 | D   |
| R. Anikiej | –   | –    | –    | –    | – | –   | –    | –   | –    | – | 26. | –    | –   | 36.  | – | 47.  | –    | –   | 12.PEN | – | 23.  | 25. | –    | –    | 16. | –    | PEN  | 29. | –    | 12. |
| B. Konopko | –   | –    | –    | –    | – | –   | –    | –   | –    | – | –   | 21.  | 22. | –    | – | –    | 23.  | 21. | –      | – | –    | 13. | –    | YC   | 16. | –    | –    | –   | –    | –   |
| M. Kłosiński | –   | –    | –    | –    | – | –   | –    | –   | –    | – | –   | –    | –   | –    | – | –    | –    | –   | –      | – | PEN  | –   | 45.  | –    | 16. | 41.  | –    | –   | 41.  | 12. |
| A. Filipowicz | –   | –    | –    | –    | – | –   | –    | –   | –    | – | –   | –    | –   | –    | – | –    | –    | –   | –      | – | –    | 34. | –    | –    | 16. | –    | 36.  | 36. | –    | 12. |
| K. Nieścier | –   | –    | –    | –    | – | –   | –    | –   | –    | – | –   | –    | –   | –    | – | –    | –    | –   | –      | – | –    | –   | 40.  | 41.  | –   | 45.  | –    | –   | 42.  | 12. |
| Finał A Finał B Półfinały Ćwierćfinały Repesaże półfinałowe Repesaże ćwierćfinałowe Repesaże eliminacyjne Eliminacje DNF – Zawodnik nie ukończył biegu DNS – Zawodnik nie pojawił się na starcie w konkursie PEN – Zawodnik otrzymał karę od sędziów (Dyskwalifikacja) YC – Zawodnik otrzymał żółtą kartkę od sędziów - – Zawodnik został nie zgłoszony do konkursu |     |      |      |      |   |     |      |     |      |   |     |      |     |      |   |      |      |     |        |   |      |     |      |      |     |      |      |     |      |     |